# Арарат Мірзоян
Арарат Самвелович Мірзоян (вірм. Արարատ Սամվելի Միրզոյան; нар. 23 листопада 1979, Єреван, Вірменська РСР) — вірменський державний діяч, політик. Міністр закордонних справ Вірменії з 19 серпня 2021 року. Голова Національних зборів Вірменії з 4 січня 2019 до 2 серпня 2021 року. Виконував обов'язки голови парламенту Вірменії з 25 квітня до 2 серпня 2021 року, знову призначений Головою парламенту після позачергових парламентських виборів, що відбулись у червні 2021 року, на яких перемогу здобула його партія.
Лідер оксамитової революції у Вірменії. Керівник фракції «Елк» у національних зборах Вірменії (2017—2018). Депутат Національних зборів Вірменії (2017—2018).
19 серпня 2021 призначений міністром закордонних справ Вірменії.